# La chiave d'argento
La chiave d'argento (The Silver Key) è un racconto fantastico dello scrittore statunitense Howard Phillips Lovecraft. Scritto nel 1926, fu pubblicato per la prima volta nel gennaio 1929 sulla rivista Weird Tales. Il racconto ha anche un seguito, intitolato Attraverso le porte della Chiave d'Argento (Through the Gates of the Silver Key). Essa appartiene al ciclo di Randolph Carter, che è il protagonista della vicenda.

## Trama
Il protagonista Randolph Carter, alter ego dell'autore, giunto all'età di 30 anni, smarrisce la "chiave dei sogni", elemento simbolico che esprime il legame strettamente personale con il mondo onirico che l'uomo possedeva fin da bambino. Durante la fase adulta, infatti, Carter, influenzato dalle correnti di pensiero dell'epoca quali il neopositivismo e l'affermarsi dei movimenti socialisti, il crollo della fede religiosa e lo scetticismo per il mondo fantastico ed irrazionale, non sottoposto alle rigorose leggi della logica, cade in uno stato di grigio conformismo che si traduce nella perdita della "chiave dei sogni", ossia perdita dell'unica dimensione contenente al proprio interno la bellezza. L'infelicità del protagonista lo conduce ad un tentativo di suicidio che non verrà realizzato. Dal disinteresse nato per il mondo e per la sua assoluta mancanza di significato, dopo aver ricercato la bellezza nella scienza, nella religione e nell'occultismo senza approdare a nulla di significativo, Carter riconduce i propri pensieri all'infanzia ed al suo passato nel meraviglioso mondo del sogno. È proprio in questo modo che la fantasia onirica ricomincia a ripopolare lentamente le notti del protagonista che, attraverso una visione in sogno, trova una misteriosa chiave d'argento intarsiata di geroglifici dal significato sconosciuto agli scienziati. È così che Carter riprende il possesso della realtà onirica e, con la chiave d'argento strettamente tenuta in tasca, ritorna negli anni della sua infanzia, scomparendo dal mondo reale e dal presente.